# Fredrik Lindström
Fredrik Wilhelm Lindström (Bredbyn, 24 juli 1989) is een Zweedse voormalige biatleet. Hij vertegenwoordigde zijn vaderland op de Olympische Winterspelen 2010 in Vancouver.

## Carrière
Lindström maakte zijn wereldbekerdebuut in december 2008 in Hochfilzen, vier maanden later scoorde hij in Vancouver zijn eerste wereldbekerpunten. Tijdens de Olympische Winterspelen van 2010 in Vancouver was het beste resultaat van de Zweed een drieëndertigste plaats op de 12,5 kilometer achtervolging, op de estafette eindigde hij samen met Carl Johan Bergman, Mattias Nilsson en Björn Ferry op de vierde plaats. Een maand na de Spelen behaalde hij in Oslo zijn eerste toptienklassering.
Op de wereldkampioenschappen biatlon 2011 in Chanty-Mansiejsk eindigde Lindström als elfde op zowel de sprint als de achtervolging, samen met Magnus Jonsson, Carl Johan Bergman en Björn Ferry eindigde hij als vierde op de estafette. Op 20 januari 2012 boekte hij in Antholz zijn eerste wereldbekerzege. Op de wereldkampioenschappen biatlon 2012 behaalde hij de bronzen medaille op de 15 km massastart. Ook op de wereldkampioenschappen biatlon 2013 behaalde hij een bronzen medaille, maar dit keer in het individuele onderdeel.
In 2014 nam Lindström een tweede keer deel aan de Olympische winterspelen. In Sotsji was zijn beste resultaat een twaalfde plaats op de massastart.

## Resultaten

### Olympische Spelen
| Jaar | Plaats    | Resultaten                                                                                                  |
| ---- | --------- | --- |
| 2010 | Vancouver | 77e 20 km individueel 38e 10 km sprint 33e 12,5 km achtervolging 4e 4x7,5 km estafette                      |
| 2014 | Sotsji    | 6e 15 km massastart 10e 4x7,5 km estafette 13e 12,5 km achtervolging 15e 20 km individueel 18e 10 km sprint |

### Wereldkampioenschappen
| Jaar | Plaats           | Resultaten |
| ---- | ---------------- | --- |
| 2011 | Chanty-Mansiejsk | 4e 4x7,5 km estafette 11e 10 km sprint 11e 15 km massastart 25e 12,5 km achtervolging 61e 20 km individueel                             |
| 2012 | Ruhpolding       | 15 km massastart · 4e Gemengde estafette · 6e 10 km sprint · 10e 12,5 km achtervolging · 10e 20 km individueel · 16e 4x7,5 km estafette |
| 2013 | Nové Město       | 20 km individueel · 7e 12,5 km achtervolging · 8e 10 km sprint · 11e 4x7,5 km estafette · 12e 15 km massastart · 14e Gemengde estafette |
| 2015 | Kontiolahti      | 12e 15 km massastart 16e 4x7,5 km estafette 20e 10 km sprint 24e 12,5 km achtervolging 38e 20 km individueel 16e Gemengde estafette     |

### Wereldbeker
Eindklasseringen
| Seizoen   | Algemeen | Individueel | Sprint | Achtervolging | Massastart |
| --------- | -------- | ----------- | ------ | ------------- | ---------- |
| 2008/2009 | 81e      | -           | 66e    | -             | -          |
| 2009/2010 | 44e      | 59e         | 43e    | 35e           | 38e        |
| 2010/2011 | 23e      | 68e         | 23e    | 17e           | 15e        |
| 2011/2012 | 9e       | 13e         | 9e     | 20e           | 4e         |
| 2012/2013 | 7e       | 7e          | 11e    | 4e            | 12e        |
| 2013/2014 | 17e      | 29e         | 15e    | 19e           | 14e        |
| 2014/2015 | 12e      | 15e         | 24e    | 8e            | 7e         |
| 2015/2016 | 29e      | 33e         | 26e    | 20e           | 31e        |
| 2016/2017 | 28e      | 27e         | 34e    | 20e           | 24e        |
| 2017/2018 | 19e      | 20e         | 14e    | 38e           | 16e        |

Wereldbekerzeges
| Nr.         | Datum            | Plaats      | Onderdeel          |
| Individueel | Individueel      | Individueel | Individueel        |
| ----------- | ---------------- | ----------- | ------------------ |
| 1.          | 20 januari 2012  | Antholz     | 10 km sprint       |
| Estafettes  |                  |             |                    |
| 1.          | 13 maart 2009    | Vancouver   | 4x7,5 km estafette |
| 2.          | 19 december 2010 | Pokljuka    | Gemengde estafette |
| 3.          | 7 januari 2018   | Oberhof     | 4x7,5 km estafette |